# Om de Sibèria
L'om de Sibèria (Ulmus pumila L.) és una espècie d'arbre de la família de les ulmàcies originari de l'est d'Àsia: Turquestan, est de Sibèria, Mongòlia, Xizang (Tibet), nord de la Xina, Índia (nord del Caixmir) i Corea.

## Descripció
L'om de Sibèria és un arbre de mida petita a mitjana que ateny els 25 metres, en alguns casos fins als 30, en condicions adverses pot agafar port arbustiu. amb un tronc de fins a un metre de diàmetre a l'altura del pit. És un arbre de ràpid creixement i fusta tova però que només viu uns 60 anys i de copa globosa i oberta. L'escorça és de color gris fosc, profundament fisurada en esquerdes longitudinals. Les branques joves i branquillons són de color gris groguenc, són glabres o amb certa pubescència i a diferència d'algunes espècies d´Ulmus no desenvolupa suberina (suro). Els borrons de les fulles són de color marró fosc, més o menys globosos o ovoides, de mida molt petita (2mm.) Les fulles són més petites que altres espècies d'Ulmus, fan 7 cm de llarg i 3 cm d'ample, amb una base obliqua, quasi simètrica (a diferència de l'om autòcton o l'oma) i els marges serrats. El limbe és lleugerament lanceolat i el pecíol és molt curt. Les flors apareixen agrupades en cimes en brots de dos anys, a finals d'hivern o principi de primavera, abans que tregui el fullatge. Els fruits es dispersen pel vent i és en forma de sàmara orbicular d'uns 1-2 per 1-1,5 cm., verds quan estan immadurs, però al madurar són de color blanquinós o lleugerament groguenc, amb una llavor situada al bell mig. Fructifica de març a maig.

## Usos
Pel seu ràpid creixement i la seva tolerància a ambients contaminats, s'ha utilitzat en jardineria arreu d'Europa, Amèrica del Nord i Àsia. En alguns llocs on s'ha introduït s'ha naturalitzat o ha esdevingut invasora. Presenta resistència a la grafiosi, malaltia causada per diverses espècies de fongs patògens del gènere Ophiostoma que ha fet desaparèixer gairebé per complet l'om comú (Ulmus minor) a Europa. És una espècie apta per al cultiu energètic i producció de biomassa atesa la seva facilitat de propagació per llavor o esqueixos, la tolerància a tota mena de climes, així com sequeres i gelades. Pot arribar a produir unes 10 tones per hectàrea i any de biomassa en bones condicions.

## Galeria

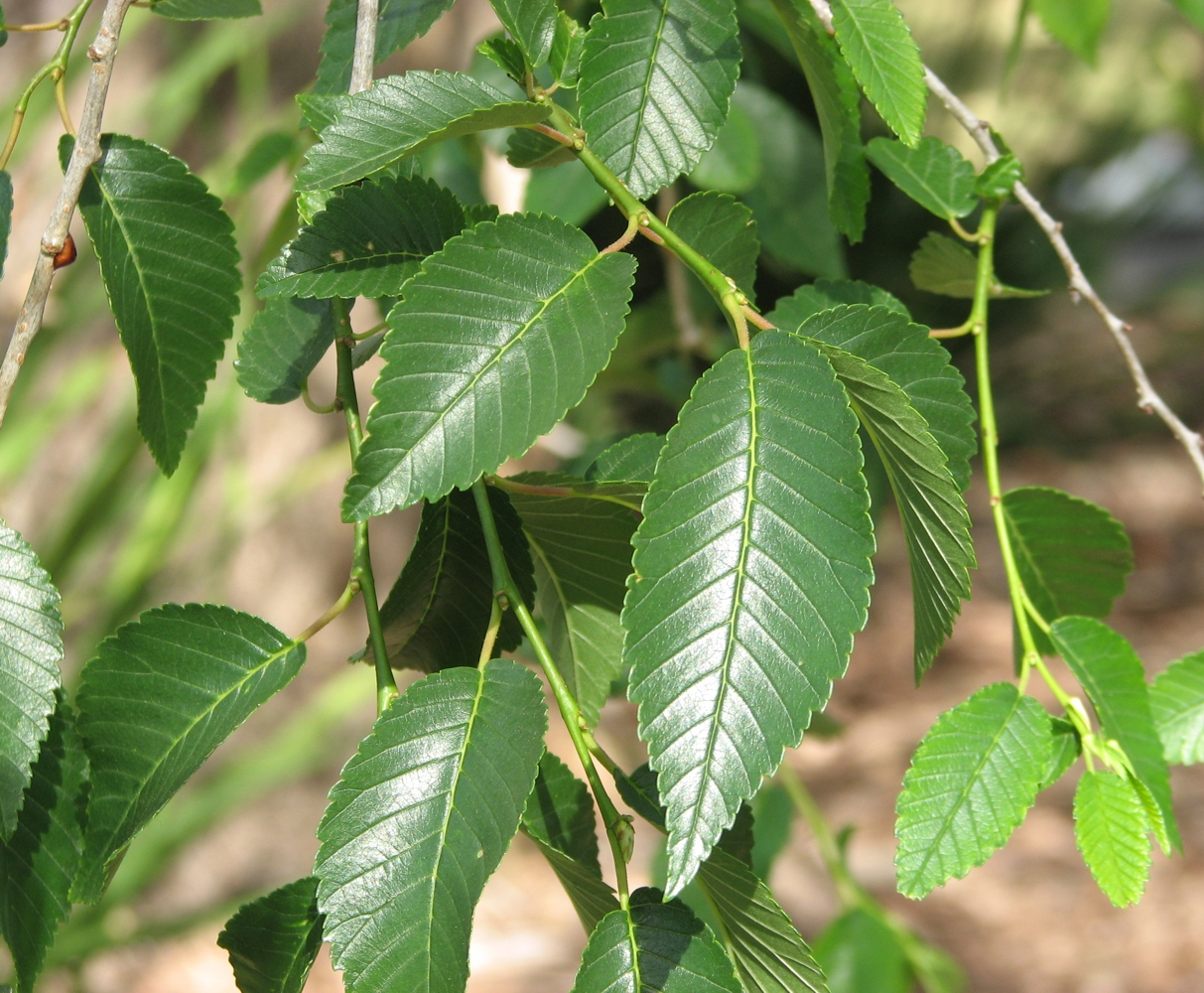
Fulles
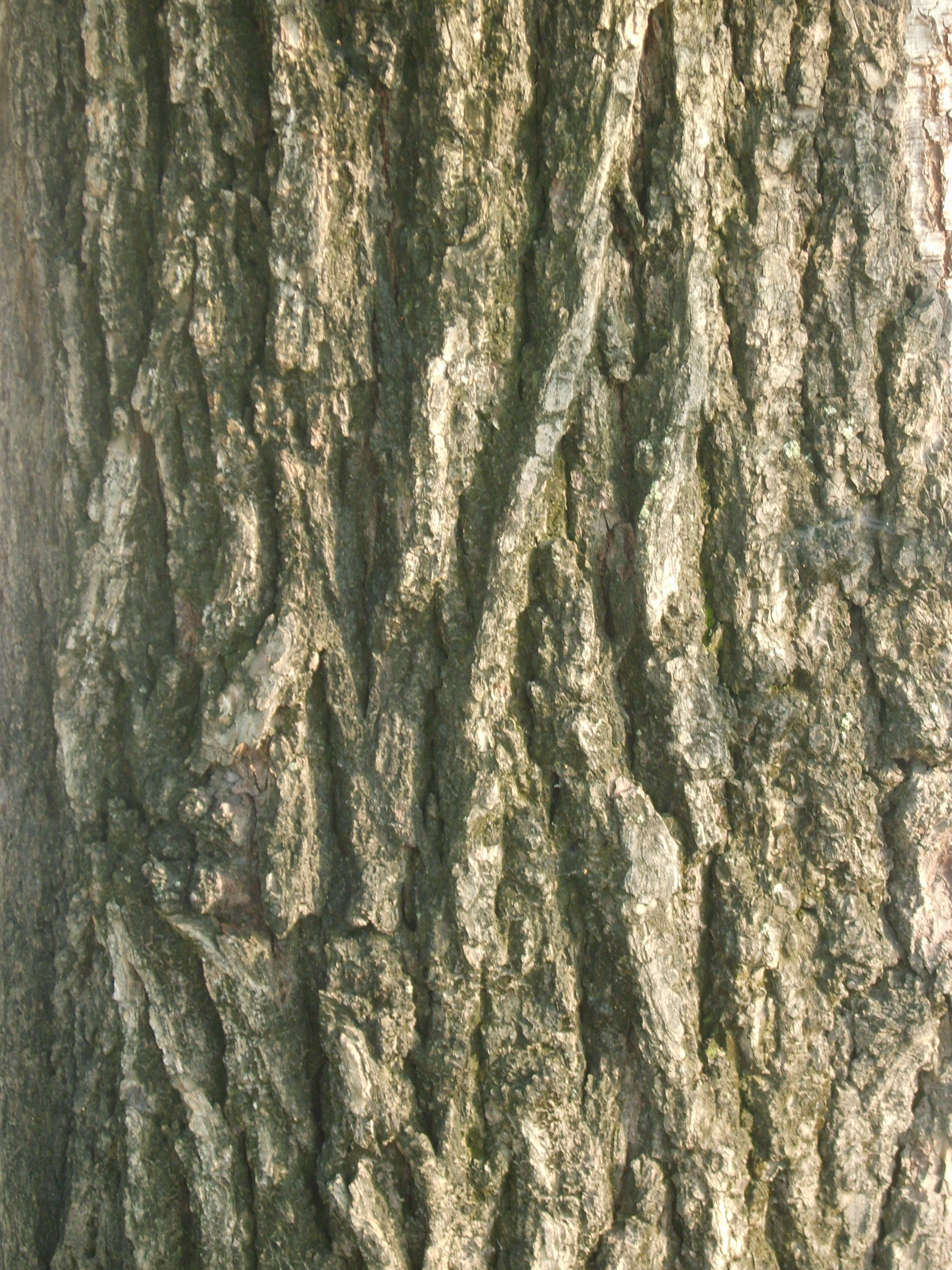
Escorça
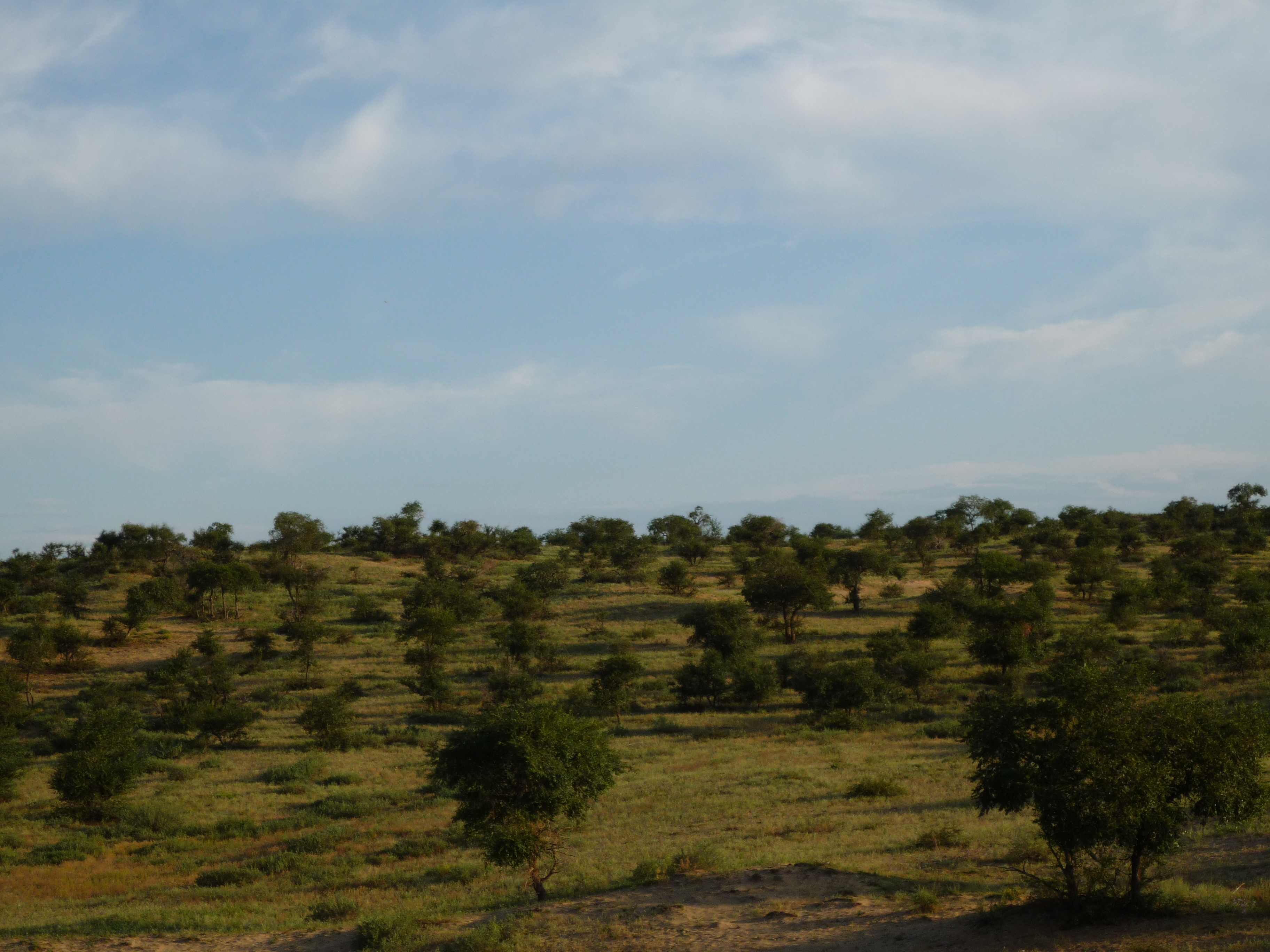
En el seu hàbitat natural (estepes de Bayannuur, Mongòlia)
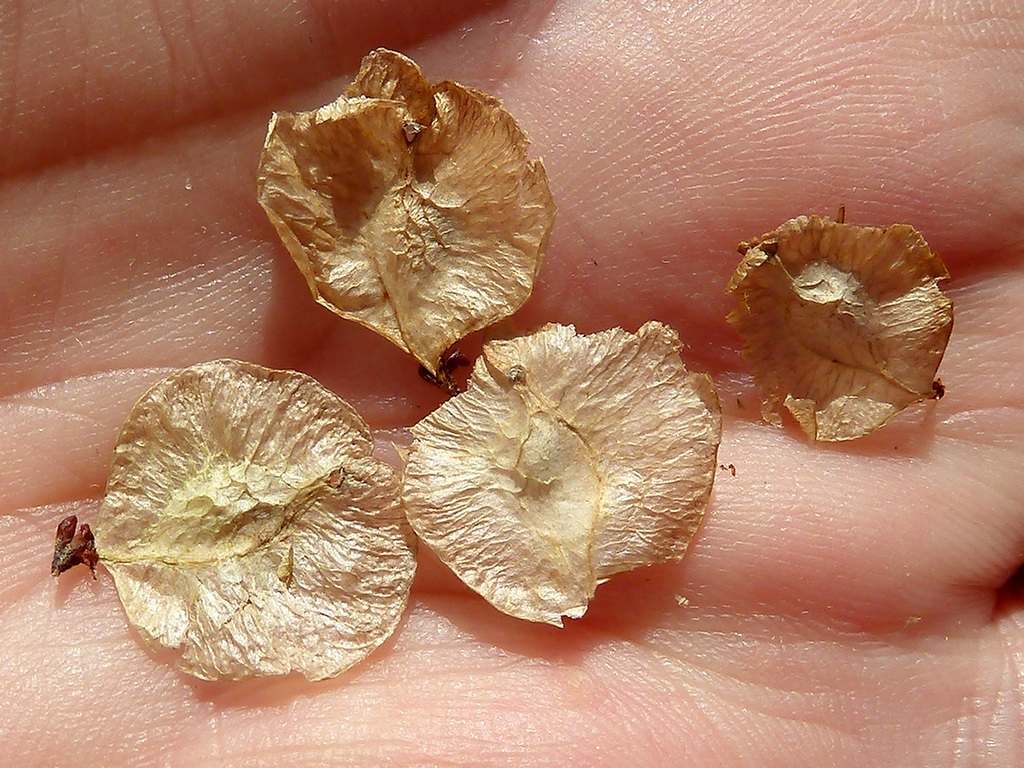
Fruits
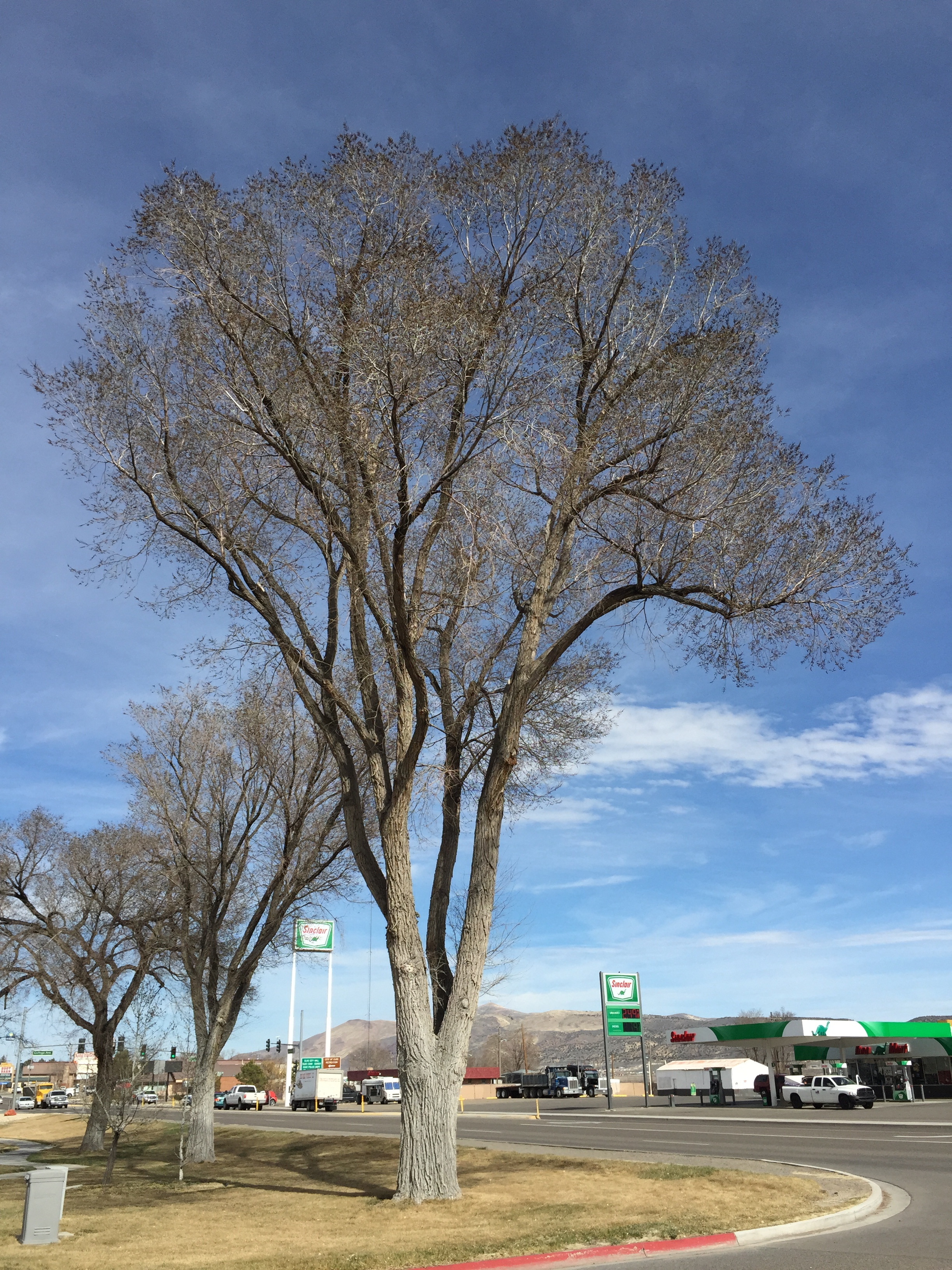
Aspecte hivernal